# Lê Hiến Tông
Lê Hiến Tông (chữ Hán: 黎憲宗 6 tháng 9 năm 1461 – 24 tháng 6 năm 1504) là vị hoàng đế thứ sáu của Hoàng triều Lê nước Đại Việt. Ông cai trị từ ngày 9 tháng 3 năm 1497 đến khi qua đời, tổng cộng 7 năm với niên hiệu là Cảnh Thống. Các bộ sử biên niên Đại Việt như Đại Việt Sử ký Toàn thư mô tả ông là người kế nghiệp xứng đáng của cha mình, vị vua lớn Lê Thánh Tông. Trong 7 năm trị vì, ông đã thành công trong việc duy trì nền pháp chế mà Thánh Tông đã đặt ra cũng như sự thịnh trị của Đại Việt. Lê Hiến Tông mến chuộng văn học, tiết kiệm tiêu dùng, thận trọng hình phạt và luôn gần gũi bề tôi. Ông cũng chăm lo giáo dục, nông nghiệp, thủy lợi, cải thiện đời sống nhân dân và củng cố sức mạnh quân đội.
Lê Hiến Tông chỉ ở ngôi được 7 năm rồi băng hà vào tháng 6 năm 1504, thọ 44 tuổi. Điều này cùng với cái chết của người nối ngôi ông là Lê Túc Tông chỉ 6 tháng sau đó đã đánh dấu sự chấm dứt giai đoạn hùng mạnh của nước Đại Việt thời Lê.

## Thiếu thời
Lê Hiến Tông có tên khai sinh là Lê Tranh (黎鏳), có nguồn ghi tên ông là Sanh (檉) hoặc Huy (暉), sinh ngày 10 tháng 8 âm lịch (6 tháng 9 dương lịch) năm Tân Tỵ (1461), tại đế đô Đông Kinh. Ông là đích trưởng tử của Lê Thánh Tông, mẹ là Huy Gia Thuần Hoàng hậu Nguyễn Hằng, con gái thứ hai của Trình quốc công Nguyễn Đức Trung.
Trước đây, Thánh Tông chưa có con nối, Quang Thục Hoàng thái hậu đã từng cầu đảo, sai Đức Trung đến cầu ở am Từ Công núi Phật Tích, chiêm bao thấy đến trước mặt thượng đế cầu hoàng tự. Thượng đế phán: Cho sao Thiên Lộc làm con Nguyễn thị. Nói rồi cho ẵm đến ngồi ở trước. Bấy giờ, Huy Gia Hoàng hậu ở Vĩnh Ninh cung, tức thì có mang. Đến khi đủ ngày tháng, chiêm bao thấy rồng vàng từ trên trời sa xuống, bay vào trong phòng, một lát sau thì sinh ra ông.
Tháng 3, năm Quang Thuận thứ 3 (1462), ông được Thánh Tông sách lập làm Hoàng thái tử. Mẹ ông lúc đó đang rất được sủng ái, nên hoàng đế dành cho ông rất nhiều yêu mến. Ông được miêu tả là có dáng vẻ thiên tử, mũi cao, mặt rồng, thần thái trang nghiêm, tươi đẹp khác thường, rất được Thánh Tông yêu quý.
Năm Hồng Đức thứ 28 (1497), tháng giêng, Lê Thánh Tông qua đời, Thái tử Lê Tranh lên ngôi hoàng đế, đổi niên hiệu là Cảnh Thống (景統), đại xá thiên hạ, lấy ngày sinh làm Thiên Thọ thánh tiết, tự xưng là Thượng Dương động chủ (上陽洞主). Lúc lên ngôi, nhà vua đã 37 tuổi.

## Sự nghiệp
Lê Hiến Tông được mô tả là một vị hoàng đế thông minh, nhân từ và ôn hòa. Thường sau khi bãi triều, Hiến Tông ra ngồi nói chuyện với các bá quan và sĩ đại phu, hỏi han về việc hay dở, được mất của chính sự, dùng lời nói dịu dàng, nét mặt tươi vui để dẫn dắt cho họ nói ra. Cho nên vua biết rõ tình người bên dưới, gạt bỏ sự che đậy giấu giếm. Bề tôi có lỗi lầm gì, ông khuyên bảo, quở trách nhẹ nhàng, chứ không gắt mắng hay đánh roi làm nhục bao giờ. Ông luôn biết cách sắp đặt công việc nên nhàn hạ ung dung, chưa bao giờ to tiếng, giận dữ mà thiên hạ đều răm rắp tuân theo. Hoàng đế thường nói rằng: 
| “ | Thánh Tổ ta đã gây dựng nên cơ đồ, vua cha ta đã sửa sang mọi việc, ta nay chỉ nên lo giữ gìn nếp cũ, và mở mang sự nhân chính ra cho sáng rõ công đức của ông cha trước. | ” |

Ông là người chú trọng chăm sóc bảo vệ đê điều, đào sông, khai ngòi, đắp đường, trông coi việc nông trang làm ruộng, trồng dâu, nuôi tằm v.v... Ông cũng chú ý đến việc giáo dục quan lại chống thói quan liêu và tham nhũng. Những việc chính trị đều theo như đời Hồng Đức chứ không thay đổi gì cả.
Hiến Tông sai sứ đi khắp bốn phương, truy xét những người nghèo túng, già yếu còn trong quân ngũ thì thải cho về, những người chịu thuế khoá và phục dịch công trình quá nặng thì giảm nhẹ cho; tha những kẻ lầm lỡ, xét rõ người oan khuất, bổ dùng kẻ mất chức, khen thưởng người có công; tha nợ thuế, nới hình phạt, nêu gương người tiết nghĩa, giúp đỡ kẻ côi cút, người đói nghèo, cất nhắc người liêm khiết, tiến cử bậc hiền tài, trong ngoài ai cũng thoả lòng.
Thời Hiến Tông, ở Nghệ An và Thuận Hoá, có bọn trộm cướp nổi lên, quận bên cạnh đánh dẹp không yên được. Thay vì đem quân trấn áp, Hiến Tông ra sắc lệnh cho quan có trách nhiệm, triệt bỏ hết toán lính đi tiễu bắt, chiêu an phủ dụ cho bọn chúng tự ra thú tội, trở lại nghề nghiệp cũ.
Tháng 12 năm Kỷ Mùi (1499), nhà Minh sai hai đoàn sứ, đoàn thứ nhất do Từ Ngọc dẫn đầu sang làm lễ viếng Lê Thánh Tông và đoàn sứ thứ 2 do Lương Trừ, Vương Chuẩn mang sắc phong cho Lê Hiến Tông làm An Nam Quốc vương (安南國王). Đến khi cáo từ, Lương Trừ nói với Đông các đại học sỹ Bùi Nhân của nhà Lê rằng: “Hôm nay được thấy quốc vương tuổi đã lớn, thực là tướng thánh nhân, thực là tướng trường thọ, quả là phúc lớn của sinh linh phương Nam. Sao mà học rộng và ứng tiếp mọi việc nhanh chóng, mẫn tiệp đến thế”.
Ông còn đích thân xem sổ tiền thóc của Hộ tào dâng lên và hỏi các quan tả hữu, biết được tình trạng dự trữ của nhà nước và tư nhân. Từ đấy lại càng để ý đến việc nông tang, tự tay viết sắc lệnh sai các quan thừa hiến, phủ, huyện đi tuần hành khuyên bảo nhân dân đắp đê điều, đào ngòi lạch, khơi bờ ruộng, để phòng hạn, lụt. Lại sai triều thần đi kiểm tra, xem xét những việc đó. Mỗi xã đặt một người xã trưởng hay thôn trưởng chuyên trông nom việc nông tang, lại đem xã quân và nông trưởng đi đốc thúc. Quan bên ngoài ai có việc về Kinh và sứ của triều đình từ ngoài trở về, vua đều cho gọi vào hỏi về mùa màng được hay mất, trăm họ sướng khổ ra sao. Còn lính ở thợ đến phiên thì cứ theo lệ trước, tháng 6, tháng 10 chia một nửa về làm ruộng.
Ngày 16 tháng 3, năm 1498, Hiến Tông có chiếu quy định rằng các quan trong ngoài, người nào không có con mà nuôi con nuôi, đều chiếu theo chức phẩm, cho được tập ấm bổ quan như con đẻ.
Ngày 22 tháng 8, năm 1498, Hiến Tông ra sắc dụ cho Hình bộ, Đình uý ty và các quan xét xử án kiện trong ngoài rằng:
Việc dùng hình ngục quan hệ tới sinh mệnh của dân, sử dụng đạo thì dân thoả lòng, xử trái đạo thì dân chịu hại. Cho nên lời Tượng của Kinh Dịch rất răn việc chậm xử án, Kinh Thư rất xem trọng việc xét trong tù. Thế thì, trong việc tra xét, xử án, há có thể được phép trì hoãn sao! Kể từ nay về sau, Hình bộ, Đình uý ty và các quan xét xử án kiện trong ngoài, hễ thấy những án nào còn nghi ngờ, khó xử, cũng đều phải theo đúng kỳ hạn mà xét xử cho xong. Nếu có ai dám để chậm trễ quá kỳ hạn, thì đến cuối mỗi năm, quan phụ trách cùng Hình bộ, Đề hình giám sát ngự sử, Thanh hình hiến sát sứ ty phải kiểm tra tâu hặc lên để trị tội theo pháp luật. Nếu lấy tình riêng dung túng, không biết tra xét tâu lên, thì cho người có việc kêu lên, đường quan ngự sử đài và thể sát xá nhân xét thực làm bản tâu lên để trị tội. Các quan kể trên không chịu làm đúng lý thì cho người bị hại tâu rõ thực tình sẽ trị tội họ theo luật pháp.
Ngày 24 tháng 5 năm 1501, vua xuống chiếu cho phép xã nào có người nghèo túng, không kể là có ruộng công, ruộng tư hay không, xã trưởng phải làm tờ khai cam đoan trước, quan phủ, huyện khám xét lại, rồi khai vào hạng nghèo túng, cho phép miễn tuyển trong các kỳ tuyển tráng đinh hàng năm.
Lê Hiến Tông cũng tiếp tục duy trì và đưa ra nhiều chính sách khuyến khích và phát triển giáo dục, vốn đã phát triển cực thịnh từ thời Hồng Đức. Ngày 25 tháng 12 năm 1501, ông ra sắc chỉ quy định chi tiết các thể lệ thi Hương cho các tỉnh. Ngoài ra nhằm đảm bảo chất lượng tuyển chọn nhân tài, vua cũng sai các viên giám quan khám xét trường thi, tìm xét mọi dấu vết, xem có chỗ nào cất dấu Thi, Thư và các tài liệu khác. Đến khi các sĩ tử vào trường thi, thì phải khám xét kỹ từ ngoài cửa. Nếu thấy người nào sao chép văn bài mang theo, hoặc là người nào đi thi hộ thì phải bắt ngay người đó đưa ra xét hỏi. Người vi phạm như hạng nói trên bị sung làm quân bản phủ ba năm, suốt đời không được vào trường thi nữa. Đến tháng 2 năm 1502, Hiến Tông cho tổ chức thi Hội các cử nhân trong nước, đích thân ông ra đầu bài văn sách hỏi về đế vương trị thiên hạ.

## Qua đời
Tháng 4 năm Giáp Tý (1504), Lê Hiến Tông ngự về Lam Sơn bái yết tổ tiên. Khi xa giá về cung, nhà vua bất ngờ bị ốm. Theo các sử gia, thói ham nữ sắc trong thời gian này đã khiến bệnh tình của ông không được cải thiện mà trở nên trầm trọng hơn, dẫn đến cái chết chỉ một tháng sau đó. Đến ngày 24 tháng 5 âm lịch (24 tháng 6 dương lịch), Hiến Tông lâm bệnh nặng và băng hà tại điện Đồ Trị, thọ 44 tuổi. Con trai thứ ba của ông là Thái tử Lê Thuần lên nối ngôi, tức Lê Túc Tông.
Ông được dâng miếu hiệu là Hiến Tông (憲宗), thụy hiệu là Thể Thiên Ngưng Đạo Mậu Đức Chí Chiêu Văn Thiệu Vũ Tuyên Triết Khâm Thành Chương Hiếu Duệ Hoàng Đế (體天凝道懋德至仁昭文紹武宣哲欽聖彰孝睿皇帝). Người đời sau gọi là Hiến Tông Duệ hoàng đế (憲宗睿皇帝) hay Duệ Hoàng (睿皇).

## Đánh giá
| “                         | Vua thiên tư anh minh thông tuệ, giữ vận thịnh trị, thái bình, mới trong khoảng 7 năm mà thiên hạ bình yên, xứng đáng là bậc vua giỏi giữ cơ đồ, thế mà ở ngôi không lâu, đáng tiếc thay! | ” |
| — Đại Việt Sử ký Toàn thư | |   |

| “            | Hiến Miếu thì kính trời khoan hậu, theo giữ nếp xưa, mô liệt huấn cáo, văn vật điển chương rất đẹp, không kém gì Trung Quốc. | ” |
| — Lê Quý Đôn | |   |

## Gia quyến
- Thân phụ: Lê Thánh Tông Lê Tư Thành.
- Thân mẫu: Huy Gia Thuần Hoàng hậu Nguyễn Thị Hằng (徽嘉淳皇阮氏晅 ;1441 - 1505).

| STT | Danh hiệu                              | Tên                          | Sinh mất    | Cha                                                | Ghi chú |
| --- | -------------------------------------- | ---------------------------- | ----------- | -------------------------------------------------- | --- |
| 1   | Trang Thuận Duệ Hoàng hậu (莊順睿皇后) | Nguyễn Thị Hoàn (阮氏環)     |             |                                                    | Người làng Bình Lăng, huyện Thiên Thi; nguyên là Quý phi của Hiến Tông, sinh ra Lê Túc Tông. |
| 2   | Chiêu Nhân Duệ Hoàng hậu (昭仁睿皇后)  | Nguyễn Thị Cận (阮氏瑾)      |             |                                                    | Người làng Phù Chẩn, huyện Đông Ngàn, bà sinh ra Lê Uy Mục. |
| 3   | Từ Trinh Liêm Hoàng hậu (慈貞廉皇后)   | Mai Thị Ngọc Đỉnh (枚氏玉鼎) | 1463 - 1526 |                                                    | Người xã Biện Hạ, huyện Vĩnh Phúc, cha là Mai Lũng, nhà rất nghèo. Rất xinh đẹp, nhiều người đến cầu hôn nhưng không nhận. Năm 1479, vào cung hầu hạ Hiến Tông, rất được sủng ái, khi Hiến Tông lên ngôi phong làm Chiêu nghi, đứng đầu hàng Cửu tần. Bà sinh ra An vương Lê Tuân. Khi mất, được truy tôn làm Hoàng hậu. |
| 4   | Quý phi (貴妃)                         | Bùi Thị (裴氏)               |             | Thượng thư bộ Binh Quảng quận công Bùi Xương Trạch | Người xã Định Công, huyện Thanh Trì, con gái của Thượng thư bộ Binh Quảng quận công Bùi Xương Trạch. Được Hiến Tông sủng ái. Khi Trang Thuận Hoàng hậu mất sớm, bà được phong làm Quý phi đứng đầu, Hiến Tông cho dát vàng nơi bà đứng hầu bên mình. Bà sinh ra Thông vương Lê Dung.                                     |
| 5   | Kính phi (敬妃)                        | Nguyễn thị (阮氏)            |             |                                                    | Người Hoa Lăng, huyện Thủy Đường, mẹ nuôi của Lê Uy Mục. |

- Hậu duệ: Theo Lê triều ngọc phả: Vua Lê Hiến Tông có 5 trai, 10 gái. 5 con trai: Trưởng tử An vương Cẩm (Lê Tuân), thứ 2: Uy Mục đế (Lê Tuấn), thứ 3 Túc Tông đế (Lê Thuần), thứ 4 Minh Vương Tuyền, thứ 5 Thông vương (Lê Dung). Trong đó 10 con gái không chép tên.

| STT | Danh hiệu            | Tên             | Sinh mất  | Mẹ                    | Ghi chú |
| --- | -------------------- | --------------- | --------- | --------------------- | --- |
| 1   | An vương (安王)      | Lê Tuân (黎洵)  | 1482-1512 | Từ Trinh hoàng hậu    | Đương thời ông được phong làm An vương (安王), tính tình thông minh đĩnh ngộ, học rộng, khí lực hơn hẳn người thường. Nhưng lại có tật nóng tính, hay thích mặc quần áo con gái, Hiến Tông không vừa lòng. Lúc nhỏ, ông vì trái ý nên định dùng thuốc độc hại mẹ, việc phát giác làm Hiến Tông nổi giận, bỏ hết thứ bậc mà lập con thứ 3 chính là Lê Túc Tông, thay ngôi lên làm Thái tử. |
| 2   | Uy Mục đế (威穆帝)   | Lê Tuấn (黎濬)  | 1488-1509 | Chiêu Nhân Hoàng hậu  | |
| 3   | Lê Túc Tông (黎肅宗) | Lê Thuần (黎㵮) | 1488-1505 | Trang Thuận Hoàng hậu | Từ nhỏ vì thông minh, hiếu học nên được vua cha lập làm Hoàng thái tử. |
| 4   | Thông vương (通王)   | Lê Dung (黎溶)  |           | Bùi Quý phi           | |
| 5   | Minh vương (明王)    | Lê Trị (黎治)   |           |                       | |
| 6   | Tư vương (思王)      | Lê Dưỡng (黎瀁) |           |                       | |

| STT | Danh hiệu        | Tên            | Sinh mất | Mẹ | Ghi chú |
| --- | ---------------- | -------------- | -------- | -- | ------- |
| 1   | Trưởng Công chúa | không chép tên |          |    |         |
| 2   | Hoàng nhị nữ     | không chép tên |          |    |         |
| 3   | Hoàng tam nữ     | không chép tên |          |    |         |
| 4   | Hoàng tứ nữ      | không chép tên |          |    |         |
| 5   | Hoàng ngũ nữ     | không chép tên |          |    |         |
| 6   | Hoàng lục nữ     | không chép tên |          |    |         |
| 7   | Hoàng thất nữ    | không chép tên |          |    |         |
| 8   | Hoàng bát nữ     | không chép tên |          |    |         |
| 9   | Hoàng cửu nữ     | không chép tên |          |    |         |
| 10  | Hoàng thập nữ    | không chép tên |          |    |         |